# Pneumatopteris pendens
Pneumatopteris pendens är en kärrbräkenväxtart som beskrevs av Daniel D. Palmer.
Pneumatopteris pendens ingår i släktet Pneumatopteris och familjen Thelypteridaceae. Inga underarter finns listade i Catalogue of Life.